# 魔界戰記4
《魔界戰記4》是由日本一於2011年2月24日在PlayStation3上推出的SRPG。於2011年8月19日推出繁體中文版，於2011年9月6號推出全英文版。於2014年1月30號推出PlayStation Vita版。

## 故事
在魔界地獄擔任普利尼教育員的瓦爾巴特傑(ヴァルバトーゼ)，為了實現對普利尼(プリニー)們的承諾，卻在中途被魔界政府因不知名原因受到干預及阻擾，但在途中拯救普利尼的途中發現魔界政府的一天天腐敗，在管家芬里奇(フェンリッヒ)的勸說下，決定要重新奪取政權，將人間及魔界打入地獄，把所有惡魔和人類再教育，重拾暴君之威名。

## 主要登場人物
瓦爾巴特傑（聲優：鈴木達央）
本作的主角。曾經被封為「暴君」，但在四百年前獨自前往人間時，與一名人類女子訂下承諾，如不使她感到恐懼再吸食她的血，這期間不會再吸取任何人的血。該女子卻因為身處戰火紛亂的時代，遭軍隊殺死，但是當時卻未達成承諾。為遵守承諾，在期間從未吸食過血，血是吸血鬼的魔力來源，所以也因而喪失了魔力，甚至一段時間被認為已經死亡。
四百年後，成為地獄的普利尼教育員，在某次訓練一批普利尼結束，承諾要給他們「沙丁魚」，政府卻下令「處分普利尼」，將普利尼強行帶走，為了遵守承諾，決意將普利尼們拯救出來。因長期處於地獄擔任普利尼教育員，而長久未關心魔界之事，在拯救普利尼的期間意外發現魔界惡魔未盡到使人類「畏懼」的職責，決心要將惡魔及人類打入地獄再更生。
對沙丁魚擁有豐富的知識以及愛好，長久遵守對惡魔來講最高貴契約與承諾並且貫徹惡魔之道，與阿爾蒂娜、芬里希、風花、死亡子、艾米傑爾等人在本篇劇情有過明確的承諾。
芬里希（聲優：羽多野涉）
為瓦爾巴特傑的管家、僕人，常稱他「瓦爾閣下」、「主人」等……。個性冷靜狡猾，擁有的戰略知識非常豐富，尤其於蒐集情報部分，在奪取政權期間得到許多內幕情報以及妨礙政府的運作。對其他人言論常是毫不在乎的批評，但對瓦爾巴特傑則是同意一切他所說，對任何批評瓦爾巴特傑的事都非常討厭。常把「一切都是為了我的主人。」作為一切的解釋，希望瓦爾巴傑特能早日恢復暴君之身分，在奪取政權時曾經假裝負傷，希望讓他吸自己的血，但最後仍然還是失敗了。
阿克塔雷典獄長（聲優：檜山修之）
據說在別的魔界是非常受歡迎的黑暗英雄，但在這裡僅是地獄的典獄長。對於有權能的會使盡方法諂媚，而對比自己下階層卻會用傲慢的態度對待。在奪取政權後，曾有當上總統，但不久就被前任總統兒子給替換下來了。
風祭風花（聲優：三森鈴子）
被父親拋棄的中三學生，對於自己已死一直不承認，對所有人的行為都只是以為在自己的夢中。
艾米傑爾（聲優：今井麻美）
大統領的獨生子，卻被大統領放棄了。
死亡子（聲優：水野愛日）
被封印的"最終BOSS"，人間設計的武器?非常依賴風祭風花。
阿爾蒂娜（聲優：喜多村英梨）
原本是一位人間的護士，與瓦爾巴特傑訂下承諾，已死亡。但靈魂實際去了天界並化名布爾加諾的名義不斷在地獄"徵收"原本應該是天堂的金錢。
普利尼（聲優：間島淳司）
人間死去的靈魂，需要不斷工作，以償還之前的罪孽。
天使長芙蓉（聲優：笹本優子）
一代的天使，因為不明原因?成了天使長。
斷罪者尼莫（聲優：山本兼平）
本作反派，人間界的最高統治者，總在暗地裡行動而不為人知

## 音樂
片頭曲《ラストエンゲージ》由下田麻美和長谷川明子演唱，片尾曲《カナリア航海》由三森すずこ演唱。

## 外部連結
- （日語）魔界戰記4日文官方網站 （页面存档备份，存于）
- （英文）魔界戰記4英文官方網站 （页面存档备份，存于）